# Ligne d'Arles à Lunel
La ligne d'Arles à Lunel est une ligne ferroviaire française à écartement standard non électrifiée des départements des Bouches-du-Rhône et du Gard qui reliait Arles à Lunel.
Elle constitue la ligne numéro 820 000 du réseau ferré national.

## Histoire
La ligne a été concédée à la Compagnie des chemins de fer de Paris à Lyon et à la Méditerranée par une convention entre le ministre secrétaire d'État au département de l'Agriculture, du Commerce et des Travaux publics et la compagnie signée le 1er mai 1863. Cette convention a été approuvée par un décret impérial le 11 juin 1863. Elle est mise en service le 27 janvier 1868.
La mise en service de la ligne de Saint-Césaire à Aigues-Mortes le 19 mai 1873, en tronc commun entre Le Cailar et Aimargues, entraîna la mise à double voie de la ligne entre ces deux gares. Le reste de la ligne resta à simple voie.
Un embranchement sur la rive droite d'Arles vers la gare d'Arles-Trinquetaille fut réalisé le 15 novembre 1878.
La SNCF ferma la ligne aux voyageurs en décembre 1938.
La section d'Arles à Trinquetaille (PK 0,000 à 1,500), qui correspond au franchissement du Rhône par un pont détruit durant la Seconde Guerre mondiale, est déclassée par décret le 12 novembre 1954.
La section d'Aimargues à Lunel a été mise hors service en 1971 et démontée.